# Jeff Dunham
Pour les articles homonymes, voir Dunham (homonymie).
Jeff Dunham est un humoriste, producteur et ventriloque américain né le 18 avril 1962 à Dallas, Texas.

## Carrière
Jeff Dunham a commencé la ventriloquie à l'âge de huit ans. Il considère que c'est une compétence acquise, semblable au jonglage, que n'importe qui, avec une voix normale, peut acquérir. Il prétend n'avoir jamais vraiment travaillé ce don.
Dunham est apparu dans le spectacle de Broadway Sugar Babies avec Mickey Rooney et Ann Miller, en 1985, et à la Westbury Music Fair à Long Island. Ces premières expériences, dans lesquelles il a utilisé des personnages comme « José Jalapeño sur un bâton », lui ont enseigné la valeur de la modification de sa pièce au niveau régional, comme les jalapeño's jokes qui ont bien fonctionné dans le Texas, mais n'ont pas été aussi bien accueillies par le public de Long Island.
Jeff Dunham a fait ses débuts sur The Tonight Show with Johnny Carson en 1990. À la fin de sa pièce, il a été invité à s'asseoir sur le canapé Johnny Carson, ce geste étant considéré comme une marque d'homologation.
Dunham est apparu avec Walter dès 19 ans dans un épisode de la série Ellen, au cours duquel un ventriloque venu assister à une convention se retrouve dans une chambre qui a également été réservée pour le mariage de l'ami d'Ellen. Dunham, avec Walter, est également apparu dans un spot TV de Hertz. Il est apparu par ailleurs dans 60 Minutes II, Fox Sports Net, The Best Damn Sports Show Period, Hollywood Squares, Entertainment Tonight, Good Morning America et la Banque mondiale de Blue Collar TV.
Le 18 juillet 2003, Jeff Dunham apparaît sur Comedy Central Presents ; c'est sa première apparition en solo sur cette chaine. Au cours de sa pièce d'une demi-heure, il a présenté une première version de ses sketches « Superhero Melvin Guy », « José Jalapeño sur un bâton » et de « Walter ». Son premier spectacle, Jeff Dunham: Arguing with Myself (en), a été enregistré à Santa Ana, Californie, en 2006.
Son deuxième spectacle Jeff Dunham: Spark of Insanity (en) a été enregistré au Warner Theater de Washington, D.C. en 2007. Jeff Dunham's Very Special Christmas Special (en) a été enregistré à la Pabst Theater à Milwaukee, au Wisconsin, en 2009, et la première diffusion eut lieu sur Comedy Central le 16 novembre 2008. Il est disponible sur support DVD et Blu-Ray depuis le 18 novembre 2007. Ce Very Special Christmas détient le record d'audience de toute l'histoire de Comedy Central.
En plus de ces promotions, Jeff Dunham a également publié son premier album, Don't Come Home for Christmas, le 4 novembre 2008. Il contient des chansons de Noël originales ainsi qu'une parodie de la chanson Jingle Bells par Achmed, intitulée « Jingle Bombs ». Toutes les chansons, à l'exception de « Jingle Bombs », ont été écrites et accompagnées par Brian Haner, qui est introduit dans le show en tant que Guitar Guy (guitariste en français). Sa première apparition à l'écran fut dans Jeff Dunham's Very Special Christmas Special.
Jeff Dunham est apparu dans l'épisode « Hart to Hart » de la série de Disney Channel, Sonny with a Chance, où il joue le rôle d'un agent de sécurité ventriloque.
En 2010, il joue le rôle de Lewis dans le film The Dinner.

## Marionnettes

### Peanut
Peanut, petit monstre violet se définissant comme un wusel, a une petite touffe de cheveux verts sur la tête et une seule chaussure. À la différence de la plupart des marionnettes de Jeff Dunham, les yeux et les sourcils de Peanut sont immobiles, permettant à Jeff Dunham d'avoir une plus grande gamme de mouvements, au niveau de la tête mais aussi au niveau de son coude gauche. Pendant des scènes comiques, il agite son bras gauche au-dessus de la tête en se touchant les cheveux et en criant "Gnneeeooow!", faisant allusion à une autre plaisanterie.
Pendant la partie de Peanut, Jeff fait entrer Jose Jalapeno en scène. Généralement, les deux marionnettes se disputent, Peanut étant la marionnette la plus hyperactive de Jeff. Peanut dit qu'il n'a pas fini l'école ; il le mentionne en essayant de lire "Santa Ana" dans Arguing With Myself (il le prononce : "Sa-Nata-A...Na!") De plus, Peanut a plusieurs fois proclamé que Santa Ana est l'Enfer, il l'utilise pour blaguer en disant : We're going to HELL, aren't we?!...Hop! Here we are! Peanut fait souvent un rire grinçant après quelques plaisanteries, ensuite il mord Jeff en plein visage.
Quand Jeff Dunham lui demande comment il se fait qu'il ait perdu une chaussure, Peanut lui répond tout simplement qu'il a juste trouvé celle qu'il a...

### Walter
Walter est l'une des plus anciennes marionnettes de Jeff, et l'une des plus connues. C'est un vieil homme retraité et grincheux avec les bras toujours croisés. Marié depuis 48 ans (depuis 2008), c'est un fougueux, un négatif qui a une vision souvent sarcastique du monde d'aujourd'hui. Il est un vétéran de la Guerre du Viêt Nam et un ancien soudeur et "ne donne aucune importance" à personne, et encore moins à sa propre femme ou certains membres de l'audience. Il se plaint souvent de son mariage, fait des plaisanteries liées à la sexualité. D'après Achmed et Melvin, il a des gaz insupportables (d'après Achmed, "le gaz moutarde de Saddam n'est rien comparé aux pets de Walter"). Ses répliques favorites sont "dumb ass", qui signifie idiot, ainsi que "I don't give a damn" signifiant qu'il n'accorde aucune importance à ce qu'on peut lui dire.
À travers Walter, Jeff Dunham fait une critique de l'américain moyen de 50 ans, qui se marginalise et cache ses sentiments. Aussi, les idées de cet américain moyen sont les caricatures de celles qui animent ceux qui votent pour le Président George W. Bush : en effet, le discours de Walter est semblable à celui de Bush (que Jeff Dunham critique à plusieurs reprises). On peut noter une certaine ressemblance entre Walter et Al Bundy, héros de la sérié télévisée Mariés, deux enfants (Married… with Children).

### Achmed le terroriste mort
Achmed est un ancien terroriste kamikaze appartenant au groupuscule de la saint crépin (!), mort en utilisant son portable près d'une pompe à essence. C'est un squelette ("une blessure superficielle") portant une barbe et un turban (en réalité, son slip). Il est utilisé par Dunham pour exécuter la comédie basée sur l'édition contemporaine du terrorisme. Il est connu pour ses cris "Silence! I kill you!" (Silence ! Je vous tue/Je vais vous tuer !) à l'audience qui ose rire, aussi bien que "Holy crap!" et "You racist bastard!" (enfoiré de raciste). Il n'est pas réellement conscient d'être mort, se "sentant bien". Même s'il a l'air d'être Musulman, Achmed ne croit pas qu'il en est un, en raison du "Made in China" tatoué sur ses fesses.
Il apparaît également dans un sketch où il parodie des chants de Noël, notamment Jingle Bells (Vive le vent) qui devient "Jingle Bombs". D'autres chansons vont être chantées comme "Ben Laden is coming to town" (parodie de Santa Claus is coming to town), "Oh Holy Crap" et "SILENCE Night" (parodie de Silent Night, Douce nuit).
Achmed avait un enfant, mais il serait mort lorsqu'il l'a amené avec lui à la journée Amenez vos enfants sur votre lieu de travail ("Take Your Daughters and Sons to Work" Day). Il dira plus tard : Les enfants explosent trop vite concernant sa mort.
Ses particularités : il peut passer d'une voix "d'homme" à une toute petite voix (ex : au fur et à mesure du spectacle, son "I kill you!" devient de plus en plus faible) et il hausse les sourcils, ce qui fait de lui une marionnette soit en colère, soit inquiète.

### José Jalapeño on a Stick
José est un piment Jalapeño sur un bâton. La marionnette est actionnée par le pouce de Jeff et seule sa bouche est animée. José est très fier de son bâton, qui est interchangeable. Il est Mexicain d'origine mais est entré légalement en Amérique, en Floride.
Il est souvent en conflit avec Peanut, essentiellement xénophobe à son égard, plaisantant sur son titre de séjour et son nom. Celui-ci préfère la prononciation réelle (mexicaine) de José (RRRozé) plutôt que l'américaine (Djo-zy). Il aime charmer les "senoritas" en chantant la sérénade.

### Bubba J.
Bubba J. aime la bière et le NASCAR (course automobile). Le « J. » est l'abréviation de son nom de famille : Junior. Bubba est marié, et on peut supposer qu'il a au moins un enfant. Il a un frère nommé Junior Junior. Bubba est la seule marionnette de Jeff qui peut déplacer son œil gauche du centre vers la gauche. Il ressemble à l'une des marionnettes d'Edgar Bergen, Mortimer Snerd.

### Melvin le super-héros
Melvin le super-héros a seulement deux super-pouvoirs : celui de voler et une vision aux rayons X, bien qu'il ne puisse voir à travers le silicone. Il peut seulement voler autant que Jeff peut le lancer. Il dit ne plus être un super-héros sans son grand nez et sa petite stature. Il déclare qu'il a seulement deux faiblesses : les madeleines et la pornographie ("mais pas en même temps : [il] a besoin d'une main libre"). Il a acheté son costume sur ebay, sur lequel il y a un grand « D » jaune, en rapport avec sa chanson : "Da, dada, dah!" Il déclare que sa femme a des super pouvoirs "en devenant méchante" une fois par mois, et il ne peut pas la vaincre. Il dit qu'il est sorti une fois avec Catwoman, mais a dû y mettre fin parce qu'elle lui a donné quelque chose qu'il a dû soigner avec un "médicament contre les démangeaisons". Il dit qu'il combat le gros crime, "le terrorisme" et les terroristes comme Achmed en lui donnant un avertissement oral et en laissant Walter l’asphyxier (deux autres marionnettes de Jeff Dunham).

### Sweet Daddy D
Sweet Daddy D est une marionnette représentant un homme noir. Il est en fait l'agent et le conseiller de Jeff Dunham pour sa carrière. Il ne cesse de sourire, et surtout d'avoir un rire très long qui se finit par un son qui lui est propre. Il aime bien les femmes, mais déteste le NASCAR. Il craint aussi les Blancs. Après une série de blagues afro-américaines, il dit souvent : « Is there any other brother in the house? Yo dog, RUN! »
Sweet Daddy a aussi été vu au cours d'Arguing With Myself, dans une pièce où deux dames qui lui parlent du spectacle et où il répond "I made that joke."

### Achmed Junior: Fils d'Achmed
C'est le nouveau personnage de son nouveau spectacle (à Montréal). Il est le fils d'Achmed et aurait à moitié explosé au cours d'une sortie lors du jour Amenez vos enfants sur votre lieu de travail ("Take Your Daughters and Sons to Work" Day) à laquelle son père Achmed l'avait emmené. Le fils d'Achmed est gay et juif et a été adopté après la mort d'Achmed.

## Vie privée
Jeff Dunham a été marié de 1994 à 2010 à Paige Dunham avec qui il a eu trois filles : Bree, Ashlyn et Kena. En décembre 2011, il se marie avec le mannequin Audrey Murdick avec qui il était ensemble depuis 2009. Le 14 mai 2015, il annonce sur Facebook qu'ils auront deux jumeaux garçons. Le 11 octobre 2015, sa femme accouche de James Jeffrey et Jack Steven. 
Il possède une Toyota Prius bleue dont il se moque beaucoup dans ses sketchs.
Il dit avec Achmed que ce n'est pas une voiture mais un tupperware. Jeff Dunham possède aussi une Batmobile (véhicule) que l'on peut voir dans les films du réalisateur Tim Burton. 